# ديفيد هورنسبي
ديفيد هورنسبي (بالإنجليزية: David Hornsby)‏ مواليد 1 ديسمبر 1975 في نيوبورت نيوز، الولايات المتحدة، هو ممثل ومنتج وكاتب سيناريو أمريكي بدأ مسيرته الفنية سنة 1992.

## الأعمال

### أفلام
- بيرل هاربر (2001)
- تقرير الأقلية (2002)
- ألين ضد المفترس: قداسة (2007) (بدور: درو)

### مسلسلات
- إي آر (1999)
- ستة أقدام تحت الأرض (2003) (بدور: باتريك)
- الجناح الغربي (2006) (بدور: فريد)
- عائلة إكس (2006) (بدور: براندون)
- فيلادلفيا دائما مشمسة (2006)
- فان بوي وتشام تشام (2009)
- سانجاي وكريغ (2013) (بدور: تايسون)
- بونز (2013) (بدور: بريست)
- الفتاة الجديدة (2016) (بدور: إد وارنر)

## روابط خارجية
- ديفيد هورنسبي على موقع IMDb (الإنجليزية)
- ديفيد هورنسبي على موقع قاعدة بيانات الفيلم (الإنجليزية)